# أسور
أسور (بالفارسية: اسور) هي قرية تقع في قسم دوبلوك الريفي (مقاطعة فيروزكوه) في إيران. يقدر عدد سكانها بـ 551 نسمة بحسب إحصاء 2016.